# 植田有紀子
植田 有紀子（うえだ ゆきこ、1981年9月23日 - ）は、福岡県を拠点に活動している日本のフリーアナウンサー。他にパーソナルカラーリスト、イメージコンサルタントとしても活動している。圭三プロダクション所属。

## 来歴
埼玉県出身。上智大学外国語学部イスパニア語学科卒業。圭三プロダクションが運営するアナウンサー養成所「圭三塾」の14期生。
大学を卒業後、2004年に山梨放送 (YBS) に入社し、2010年まで同局のアナウンサーを務めていた。同局がアナログ放送を行っていた頃には、アナウンス業務と並行して地上デジタル放送推進大使も務めていた。
退社後、圭三プロダクション所属のフリーアナウンサーになる。フリー転向からしばらくの間は関東地方を拠点に活動していたが、後に福岡県へ転居した。転居後、2015年3月までテレビ西日本の契約アナウンサーを務めていた。
私生活では2児の母。娘と息子がいる。

## 出演

### テレビ番組
- ゆうひのジャングル（山梨放送） - 謎解き調査隊副隊長
- ともちゃん家の5時（山梨放送） - 中継担当
- もぎたて情報（山梨放送） - キャスター
- 女子アナオアシス いいものジャングル（山梨放送）
- YBSワイドニュース（山梨放送） - キャスター
- 高校バレーボール中継、少年サッカー中継（山梨放送） - ベンチリポーター
- 24時間テレビ 「愛は地球を救う」 ローカルパート（山梨放送） - 中継担当
- 朝だ!生です旅サラダ（朝日放送） - 中継担当
- 情報満載ライブショー モーニングバード!（テレビ朝日） - 伊藤園VCM担当
- 東京HOT情報（テレビ東京） - リポーター
- 情報＝フリー（無料）時代のメディア化戦略（BBTチャンネル） - キャスター
- 逆境から成長するマーケティング戦略（BBTチャンネル） - キャスター
- 今若者が楽しんでいる事（BBTチャンネル） - キャスター
- こんにちは荒川区（マイチャンネルあらかわ） - キャスター
- FNNスピーク ローカルパート（テレビ西日本）
- TNCニュース（テレビ西日本）

### ラジオ番組
- 録音風物誌（火曜会） - ナレーター
- Yukko's POPSAT（YBSラジオ）
- 765MUX（YBSラジオ）
- 夕焼けSHUTTLE（FM NACK5） - アシスタント

### CM
- 山日わーく（山梨日日新聞社）